# 애덤 캠벨
애덤 캠벨(Adam Campbell, 1995년 1월 1일 ~ )은 잉글랜드의 축구 선수이다. 현재 잉글랜드 내셔널리그의 게이츠헤드 FC에서 공격수로 뛰고 있다.